# Robert J. Bach
Robert J. Bach (nascido em 31 de dezembro de 1961), conhecido apenas como Robbie Bach, é um executivo estadunidense que foi presidente da divisão de entretenimento e dispositivos da Microsoft. Ele liderou a divisão responsável pelo Xbox, Xbox 360, Zune, Games for Windows, Windows Phone e pela plataforma de TV Microsoft. É autor do livro Xbox Revisited: A Game Plan for Corporate and Civic Reneral (Xbox Revistado: Um Plano de Jogo para a Renovação Corporativa e Cívica). Bach se juntou à Microsoft em 1988 e, ao longo dos vinte e dois anos, trabalhou em várias funções de marketing, gerenciamento geral e funções de liderança.